# Elecciones municipales de Lima de 2010
Las elecciones municipales de Lima de 2010 se llevaron a cabo el 3 de octubre de 2010 para elegir al Alcalde Metropolitano y al Concejo Metropolitano de Lima para el periodo 2011-2014. La elección se celebró simultáneamente con elecciones regionales y municipales (provinciales y distritales) en todo el país.
Susana Villarán obtuvo el primer lugar, convirtiéndose así en la primera mujer alcaldesa de Lima elegida por medio de elecciones.
En estas elecciones se realizó también el referéndum sobre la devolución de los aportes del fenecido Fondo Nacional de Vivienda (FONAVI).

## Sistema electoral
La Municipalidad Metropolitana de Lima es el órgano administrativo y de gobierno de la provincia de Lima. Está compuesta por el Alcalde Metropolitano, el Concejo Provincial y la Asamblea Metropolitana. Es la única municipalidad no adscrita a algún gobierno regional, ya que la provincia de Lima posee un régimen especial en su condición de capital de la República.
La votación del alcalde y el concejo se realiza con base en el sufragio universal, que comprende a todos los ciudadanos nacionales mayores de dieciocho años, empadronados y residentes en la provincia de Lima y en pleno goce de sus derechos políticos, así como a los ciudadanos no nacionales residentes y empadronados en la provincia de Lima.
El Concejo Metropolitano de Lima está compuesto por 39 regidores elegidos por sufragio directo para un período de cuatro (4) años, en forma conjunta con la elección del Alcalde Metropolitano (quien lo preside). La votación es por lista cerrada y bloqueada. Se asigna a la lista ganadora los escaños según el método d'Hondt o la mitad más uno, lo que más le favorezca.

## Composición del Concejo Metropolitano de Lima
La siguiente tabla muestra la composición del Concejo Metropolitano de Lima antes de las elecciones.
| Partidos | Partidos                           | Regidores |
| -------- | ---------------------------------- | --------- |
|          | Unidad Nacional                    | 21        |
|          | Restauración Nacional              | 6         |
|          | Partido Aprista Peruano            | 5         |
|          | Somos Perú                         | 3         |
|          | Unión por el Perú                  | 2         |
|          | Partido Nacionalista Peruano       | 1         |
|          | Agrupación Independiente Sí Cumple | 1         |

## Partidos y candidatos
A continuación se muestra una lista de los principales partidos y alianzas electorales que participaron en la elección:
| Candidatura | Candidatura | Partidos y alianzas                                       | Candidatos | Candidatos                   | Ideología                                                          | Resultado previo | Resultado previo | Ref. |
| Candidatura | Candidatura | Partidos y alianzas                                       | Candidatos | Candidatos                   | Ideología                                                          | Votos (%)        | Reg.             | Ref. |
| ----------- | ----------- | --------------------------------------------------------- | ---------- | ---------------------------- | ------------------------------------------------------------------ | ---------------- | ---------------- | ---- |
|             | PPC         | Lista - Partido Popular Cristiano - Unidad Nacional (PPC) |            | Lourdes Flores Nano          | Democracia cristiana Conservadurismo social Liberalismo económico  | 47.83%           | 21               |      |
|             | RN          | Lista - Restauración Nacional (RN)                        |            | Humberto Lay Sun             | Liberalismo económico Conservadurismo social Humanismo cristiano   | 14.83%           | 6                |      |
|             | SP          | Lista - Somos Perú (SP)                                   |            | Fernando Andrade Carmona     | Democracia cristiana Conservadurismo social                        | 8.46%            | 3                |      |
|             | AP          | Lista - Acción Popular (AP)                               |            | Gonzalo Alegría Varona       | Humanismo Nacionalismo cívico Reformismo                           | 1.41%            | 0                |      |
|             | CR          | Lista - Cambio Radical (CR)                               |            | Fernán Altuve-Febres Lores   | Ultraconservadurismo Liberalismo económico Populismo de derecha    | Nuevo            | Nuevo            |      |
|             | SU          | Lista - Siempre Unidos (SU)                               |            | Álex Gonzales Castillo       | Partido atrapalotodo                                               | Nuevo            | Nuevo            |      |
|             | APP         | Lista - Alianza para el Progreso (APP)                    |            | Luis Iberico Núñez           | Liberalismo económico Conservadurismo liberal Populismo de derecha | Nuevo            | Nuevo            |      |
|             | FS          | Lista - Fuerza Social (FS)                                |            | Susana Villarán de la Puente | Socialdemocracia Progresismo                                       | Nuevo            | Nuevo            |      |
|             | FDP         | Lista - Fonavistas del Perú (FDP)                         |            | Raúl Canelo Rabanal          | Socialismo Nacionalismo de izquierda Ecologismo                    | Nuevo            | Nuevo            |      |

## Campaña

### Debates electorales
| Detalles                 | Detalles                       | Detalles                                                  | Detalles                | Detalles            | Detalles                                                                                      | Participantes P Presente A Ausente NI No invitado | Participantes P Presente A Ausente NI No invitado | Participantes P Presente A Ausente NI No invitado | Participantes P Presente A Ausente NI No invitado | Participantes P Presente A Ausente NI No invitado | Participantes P Presente A Ausente NI No invitado | Participantes P Presente A Ausente NI No invitado | Participantes P Presente A Ausente NI No invitado | Participantes P Presente A Ausente NI No invitado |
| Fecha                    | Organizador                    | Sede                                                      | Lugar                   | Moderador/a         | Panelistas                                                                                    | Lourdes Flores                                    | A.Kouri / F.Altuve                                | Susana Villarán                                   | Humberto Lay                                      | Fernando Andrade                                  | Álex Gonzáles                                     | Gonzalo Alegría                                   | Luis Iberico                                      | Raúl Canelo                                       |
| ------------------------ | ------------------------------ | --------------------------------------------------------- | ----------------------- | ------------------- | --------------------------------------------------------------------------------------------- | ------------------------------------------------- | ------------------------------------------------- | ------------------------------------------------- | ------------------------------------------------- | ------------------------------------------------- | ------------------------------------------------- | ------------------------------------------------- | ------------------------------------------------- | ------------------------------------------------- |
| 20 de agosto de 2010     | El Comercio                    | Hall Central de El Comercio                               | Centro de Lima, Lima    | Juan Paredes Castro | Dardo López-Dolz, Edwin Derteano, Anna Zucchetti, Jorge Ruiz de Somocurcio, Josefina Townsend | P                                                 | P                                                 | P                                                 | P                                                 | P                                                 | NI                                                | NI                                                | P                                                 | NI                                                |
| 16 de septiembre de 2010 | Asociación Civil Transparencia | Biblioteca Nacional                                       | San Borja, Lima         | Zenaida Solís       | N/A                                                                                           | P                                                 | P                                                 | P                                                 | P                                                 | P                                                 | P                                                 | P                                                 | P                                                 | P                                                 |
| 27 de septiembre de 2010 | Asociación Civil Transparencia | Centro de Comunicación Popular y Promoción del Desarrollo | Villa El Salvador, Lima | Josefina Townsend   | N/A                                                                                           | P                                                 | NI                                                | P                                                 | NI                                                | NI                                                | NI                                                | NI                                                | NI                                                | NI                                                |

## Sondeos de opinión
Las siguientes tablas enumeran las estimaciones de la intención de voto en orden cronológico inverso, mostrando las más recientes primero y utilizando las fechas en las que se realizó el trabajo de campo de la encuesta. Cuando se desconocen las fechas del trabajo de campo, se proporciona la fecha de publicación.
Leyenda:
     Sondeo realizado en el periodo de prohibición legal de la difusión de sondeos de intención de voto.

### Intención de voto
La siguiente tabla enumera las estimaciones ponderadas (sin incluir votos en blanco y nulos) de la intención de voto.
| Encuestadora/Medio             | Fecha             | Muestra    | Susana Villarán | Lourdes Flores | Humberto Lay | Fernando Andrade | Fernán Altuve | Álex Gonzáles | Álex Kouri | Dif. |  |  |  |  |
| ------------------------------ | ----------------- | ---------- | --------------- | -------------- | ------------ | ---------------- | ------------- | ------------- | ---------- | ---- |  |  |  |  |
| Encuestadora/Medio             | Fecha             | Muestra    |                 |                |              |                  |               |               |            |      |  |  |  |  |
| Elecciones municipales de 2010 | 3 oct 2010        | —          | 38.4            | 37.6           | 8.6          | 4.2              | 3.8           | 3.4           | –          | 0.8  |  |  |  |  |
|                                |                   |            |                 |                |              |                  |               |               |            |      |  |  |  |  |
| Ipsos Apoyo/América            | 3 oct 2010        | 1240 mesas | 38.4            | 37.4           | 8.7          | 4.3              | 3.7           | 3.3           | –          | 1.0  |  |  |  |  |
| Ipsos Apoyo/América            | 3 oct 2010        | ?          | 39.4            | 37.1           | 8.0          | 4.9              | 3.3           | 3.2           | –          | 2.3  |  |  |  |  |
| CPI                            | 3 oct 2010        | ?          | 40.9            | 37.6           | 9.0          | 2.5              | –             | –             | –          | 3.3  |  |  |  |  |
| Ipsos Apoyo                    | 2 oct 2010        | ?          | 37.1            | 36.4           | 8.4          | 5.7              | 3.8           | 3.7           | –          | 0.7  |  |  |  |  |
| IOP/PUCP                       | 1 oct 2010        | 522        | 45.0            | 42.0           | 7.0          | 3.0              | 1.0           | 0.2           | –          | 3.0  |  |  |  |  |
| Ipsos Apoyo/América            | 25 sep 2010       | 580        | 40.5            | 30.4           | 8.1          | 9.3              | 3.2           | 3.8           | –          | 10.1 |  |  |  |  |
| IMA                            | 24–25 sep 2010    | 538        | 36.9            | 35.4           | 8.9          | 6.4              | 2.5           | 2.5           | –          | 1.5  |  |  |  |  |
| Datum Internacional            | 23–25 sep 2010    | 576        | 38.7            | 30.1           | 7.0          | 6.7              | 5.5           | 5.5           | –          | 8.6  |  |  |  |  |
| Ipsos Apoyo/América            | 23–24 sep 2010    | 510        | 47.1            | 32.9           | 9.4          | 4.7              | 2.4           | –             | –          | 14.2 |  |  |  |  |
| IOP/PUCP                       | 22–24 sep 2010    | 500        | 45.0            | 28.0           | 5.0          | 5.0              | 4.0           | 5.0           | –          | 17.0 |  |  |  |  |
| Ipsos Apoyo/El Comercio        | 18 sep 2010       | ?          | 36.0            | 29.0           | 7.0          | 9.0              | 7.0           | –             | –          | 7.0  |  |  |  |  |
| CPI/RPP                        | 17–18 sep 2010    | 500        | 44.0            | 34.6           | 7.2          | 4.2              | 3.5           | 3.0           | –          | 9.4  |  |  |  |  |
| Ipsos Apoyo/El Comercio        | 16–17 sep 2010    | 593        | 49.4            | 32.9           | 7.1          | 5.9              | 2.4           | –             | –          | 16.5 |  |  |  |  |
| IOP/PUCP                       | 15–17 sep 2010    | 510        | 38.0            | 31.0           | 8.0          | 6.0              | 6.0           | 4.0           | –          | 7.0  |  |  |  |  |
| Datum Internacional            | 12–14 sep 2010    | 580        | 37.2            | 38.0           | 8.0          | 7.2              | 4.4           | 1.1           | –          | 0.8  |  |  |  |  |
| IMA                            | 11–12 sep 2010    | 542        | 32.9            | 39.9           | 7.4          | 8.0              | 3.7           | 2.4           | –          | 7.0  |  |  |  |  |
| Ipsos Apoyo/El Comercio        | 11 sep 2010       | ?          | 40.7            | 38.3           | 9.9          | 3.7              | 2.5           | –             | –          | 2.4  |  |  |  |  |
| Imasen                         | 4–11 sep 2010     | 2229       | 25.7            | 34.0           | 6.6          | 14.7             | 7.3           | 4.3           | –          | 8.3  |  |  |  |  |
| Datum Internacional            | 4–6 sep 2010      | 401        | 27.9            | 34.9           | 9.2          | 11.9             | 4.2           | 5.6           | –          | 7.0  |  |  |  |  |
| CPI/RPP                        | 4–6 sep 2010      | ?          | 33.9            | 41.9           | 9.7          | 5.0              | –             | –             | –          | 8.0  |  |  |  |  |
| IMA                            | 4–5 sep 2010      | 538        | 25.7            | 41.2           | 9.5          | 8.5              | 5.9           | 2.0           | –          | 15.5 |  |  |  |  |
| Ipsos Apoyo/El Comercio        | 27 ago 2010       | ?          | 25.3            | 40.0           | 14.7         | 6.7              | 4.0           | –             | –          | 14.7 |  |  |  |  |
| Datum Internacional            | 26–27 ago 2010    | 401        | 27.8            | 44.3           | 10.1         | 6.3              | 2.5           | –             | –          | 16.5 |  |  |  |  |
| CPI/RPP                        | 25–26 ago 2010    | ?          | 29.1            | 50.7           | 9.1          | 4.2              | 2.3           | –             | –          | 21.6 |  |  |  |  |
| IMA                            | 25–26 ago 2010    | 538        | 24.6            | 51.7           | 9.2          | 4.2              | 2.8           | –             | –          | 27.1 |  |  |  |  |
| Datum Internacional            | 16 ago 2010       | 407        | 19.2            | 54.8           | 11.0         | 5.5              | –             | –             | –          | 35.6 |  |  |  |  |
| IMA                            | 14–15 ago 2010    | 538        | 22.4            | 53.1           | 12.4         | 5.8              | –             | –             | –          | 23.9 |  |  |  |  |
| IOP/PUCP                       | 13–15 ago 2010    | 495        | 13.0            | 38.0           | 10.0         | 8.0              | –             | 3.0           | 20.0       | 18.0 |  |  |  |  |
| Ipsos Apoyo/El Comercio        | 11–12 ago 2010    | 500        | 10.8            | 38.6           | 10.8         | 3.6              | –             | –             | 28.9       | 9.7  |  |  |  |  |
| IMA                            | 6–9 ago 2010      | 538        | 12.6            | 47.2           | 6.7          | 2.5              | –             | –             | 24.6       | 22.6 |  |  |  |  |
| CPI/RPP                        | 5–9 ago 2010      | 500        | 11.0            | 45.0           | 6.7          | 5.2              | –             | –             | 28.7       | 16.3 |  |  |  |  |
| IMA                            | 16–19 jul 2010    | 538        | 5.3             | 47.5           | 7.8          | 3.4              | –             | –             | 31.5       | 16.0 |  |  |  |  |
| Ipsos Apoyo/El Comercio        | 13–16 jul 2010    | 485        | 5.1             | 46.2           | 7.7          | 6.4              | –             | –             | 29.5       | 16.7 |  |  |  |  |
| CPI/RPP                        | 9–13 jul 2010     | ?          | 5.1             | 47.4           | 4.6          | 4.9              | –             | –             | 29.8       | 17.6 |  |  |  |  |
| IOP/PUCP                       | 9–11 jul 2010     | 500        | 5.3             | 48.7           | 7.9          | 5.3              | –             | –             | 28.9       | 19.8 |  |  |  |  |
| IMA                            | 16–26 jun 2010    | ?          | 3.5             | 49.0           | 7.5          | 3.1              | –             | –             | 33.1       | 15.9 |  |  |  |  |
| Ipsos Apoyo/El Comercio        | 16–18 jun 2010    | 500        | 2.5             | 44.3           | 7.6          | 6.3              | –             | –             | 30.4       | 13.9 |  |  |  |  |
| IOP/PUCP                       | 10–14 jun 2010    | 477        | 4.9             | 46.3           | 6.1          | 6.1              | –             | –             | 28.0       | 18.3 |  |  |  |  |
| CPI/Correo                     | 7–12 jun 2010     | 500        | 6.9             | 45.0           | 8.2          | 3.6              | –             | –             | 31.2       | 13.8 |  |  |  |  |
| CPI/RPP                        | 22–24 may 2010    | ?          | 3.7             | 44.1           | 5.6          | 4.1              | –             | –             | 35.2       | 8.9  |  |  |  |  |
| Ipsos Apoyo/El Comercio        | 12–14 may 2010    | 500        | 4.9             | 40.2           | 7.3          | 3.7              | –             | –             | 35.4       | 4.8  |  |  |  |  |
| IOP/PUCP                       | 29 abr–2 may 2010 | 488        | 2.9             | 40.6           | –            | 2.9              | –             | –             | 40.6       | —    |  |  |  |  |
| Ipsos Apoyo/El Comercio        | 13–14 abr 2010    | 500        | 5.4             | 40.5           | –            | 4.1              | –             | 4.1           | 37.8       | 2.7  |  |  |  |  |
| IOP/PUCP                       | 25–27 mar 2010    | 524        | 7.0             | 47.7           | –            | 7.0              | –             | 1.2           | 32.6       | 15.1 |  |  |  |  |
| Ipsos Apoyo/El Comercio        | 9–10 mar 2010     | 500        | 3.9             | 40.8           | –            | 5.3              | –             | –             | 39.5       | 1.3  |  |  |  |  |
| IOP/PUCP                       | 4–6 mar 2010      | 524        | 4.8             | 40.5           | –            | 7.1              | –             | –             | 28.6       | 11.9 |  |  |  |  |
| Ipsos Apoyo/El Comercio        | 9–10 feb 2010     | 500        | 4.2             | 32.4           | –            | 8.5              | –             | –             | 38.0       | 5.6  |  |  |  |  |

### Preferencias de voto
La siguiente tabla enumera las preferencias de voto en bruto (incluyendo blancos, viciados y sin respuesta) y no ponderadas.
| Encuestadora/Medio             | Fecha             | Muestra | Susana Villarán | Lourdes Flores | Humberto Lay | Fernando Andrade | Fernán Altuve | Álex Gonzáles | Álex Kouri | B/V  | NS/NO | Dif. |  |  |  |  |
| ------------------------------ | ----------------- | ------- | --------------- | -------------- | ------------ | ---------------- | ------------- | ------------- | ---------- | ---- | ----- | ---- |  |  |  |  |
| Encuestadora/Medio             | Fecha             | Muestra |                 |                |              |                  |               |               |            |      |       |      |  |  |  |  |
| Elecciones municipales de 2010 | 3 oct 2010        | —       | 34.2            | 33.4           | 7.7          | 3.8              | 3.3           | 3.0           | –          | 11.0 | –     | 0.8  |  |  |  |  |
|                                |                   |         |                 |                |              |                  |               |               |            |      |       |      |  |  |  |  |
| IOP/PUCP                       | 1 oct 2010        | 522     | 39              | 36             | 62           | 2                | 1             | 0.2           | –          | 3    | 11    | 3    |  |  |  |  |
| Ipsos Apoyo/América            | 25 sep 2010       | 580     | 36.9            | 27.8           | 7.4          | 8.4              | 3.4           | 2.9           | –          | 8.8  | –     | 9.1  |  |  |  |  |
| IMA                            | 24–25 sep 2010    | 538     | 32.5            | 31.2           | 7.8          | 5.6              | 2.2           | 2.2           | –          | 11.9 | –     | 1.3  |  |  |  |  |
| Datum Internacional            | 23–25 sep 2010    | 576     | 34.4            | 26.7           | 6.5          | 5.9              | 4.9           | 4.9           | –          | 11.2 | –     | 7.7  |  |  |  |  |
| Ipsos Apoyo/América            | 23–24 sep 2010    | 510     | 40              | 28             | 8            | 4                | 2             | –             | –          | 6    | 9     | 12   |  |  |  |  |
| IOP/PUCP                       | 22–24 sep 2010    | 500     | 41              | 26             | 5            | 5                | 4             | 4             | –          | 10   | –     | 15   |  |  |  |  |
| IOP/PUCP                       | 22–24 sep 2010    | 500     | 49              | 28             | 5            | 2                | 2             | 2             | –          | 9    | –     | 19   |  |  |  |  |
| Ipsos Apoyo/El Comercio        | 18 sep 2010       | ?       | 32              | 26             | 6            | 8                | 6             | –             | –          | 10   | –     | 6    |  |  |  |  |
| CPI/RPP                        | 17–18 sep 2010    | 500     | 35.7            | 28.1           | 5.8          | 3.4              | 2.8           | 2.4           | –          | 4.1  | 14.7  | 7.6  |  |  |  |  |
| Ipsos Apoyo/El Comercio        | 16–17 sep 2010    | 593     | 42              | 28             | 6            | 5                | 2             | –             | –          | 8    | 7     | 14   |  |  |  |  |
| IOP/PUCP                       | 15–17 sep 2010    | 510     | 32              | 26             | 7            | 5                | 5             | 3             | –          | 16   | –     | 6    |  |  |  |  |
| IOP/PUCP                       | 15–17 sep 2010    | 510     | 43              | 28             | 8            | 3                | 2             | 1             | –          | 12   | –     | 15   |  |  |  |  |
| Datum Internacional            | 12–14 sep 2010    | 580     | 33.7            | 34.5           | 7.3          | 6.5              | 4.0           | 1.0           | –          | 9.2  | –     | 0.8  |  |  |  |  |
| IMA                            | 11–12 sep 2010    | 542     | 27.9            | 33.8           | 6.3          | 6.8              | 3.1           | 2.0           | –          | 15.3 | –     | 5.9  |  |  |  |  |
| Ipsos Apoyo/El Comercio        | 11 sep 2010       | ?       | 33              | 31             | 8            | 3                | 2             | –             | –          | 6    | 13    | 2    |  |  |  |  |
| Imasen                         | 4–11 sep 2010     | 2229    | 20.8            | 27.5           | 5.3          | 11.9             | 5.9           | 3.5           | –          | 19.2 | –     | 6.7  |  |  |  |  |
| Imasen                         | 4–11 sep 2010     | 2229    | 30.2            | 32.2           | 6.8          | 6.5              | 2.3           | 0.7           | –          | 9.1  | 8.0   | 2.0  |  |  |  |  |
| Datum Internacional            | 4–6 sep 2010      | 401     | 22.9            | 29.2           | 7.7          | 10.0             | 3.5           | 4.7           | –          | 16.3 | –     | 6.3  |  |  |  |  |
| CPI/RPP                        | 4–6 sep 2010      | ?       | 24.4            | 30.1           | 7.0          | 3.6              | –             | –             | –          | 8.4  | 19.7  | 5.7  |  |  |  |  |
| IMA                            | 4–5 sep 2010      | 538     | 21.7            | 34.8           | 8.0          | 7.2              | 5.0           | 1.7           | –          | 15.5 | –     | 13.1 |  |  |  |  |
| IOP/PUCP                       | 3–5 sep 2010      | 523     | 23              | 28             | 8            | 9                | 4             | 2             | –          | 18   | –     | 5    |  |  |  |  |
| IOP/PUCP                       | 3–5 sep 2010      | 523     | 27              | 33             | 10           | 5                | 1             | 2             | –          | 10   | 6     | 6    |  |  |  |  |
| IDICE                          | Sep 2010          | ?       | 31.1            | 31.5           | 8.3          | 5.6              | –             | –             | –          | –    | –     | 0.4  |  |  |  |  |
| IDICE                          | Sep 2010          | ?       | 25              | 33             | 13           | 11               | –             | –             | –          | –    | –     | 8    |  |  |  |  |
| Ipsos Apoyo/El Comercio        | 27 ago 2010       | ?       | 19              | 30             | 11           | 5                | 3             | –             | –          | 11   | 14    | 11   |  |  |  |  |
| Datum Internacional            | 26–27 ago 2010    | 401     | 22              | 35             | 8            | 5                | 2             | –             | –          | 7    | 14    | 13   |  |  |  |  |
| CPI/RPP                        | 25–26 ago 2010    | ?       | 19.2            | 33.4           | 6.0          | 2.8              | 1.5           | –             | –          | 10.3 | 23.8  | 14.2 |  |  |  |  |
| IMA                            | 25–26 ago 2010    | 538     | 19.3            | 40.5           | 7.2          | 3.3              | 2.2           | –             | –          | 11.7 | 9.9   | 21.2 |  |  |  |  |
| Datum Internacional            | 16 ago 2010       | 407     | 14              | 40             | 8            | 4                | –             | –             | –          | 13   | 14    | 26   |  |  |  |  |
| IMA                            | 14–15 ago 2010    | 538     | 17.5            | 41.4           | 9.7          | 4.5              | –             | –             | –          | 15.5 | 6.5   | 23.9 |  |  |  |  |
| IOP/PUCP                       | 13–15 ago 2010    | 495     | 11              | 33             | 9            | 7                | –             | 3             | 17         | 13   | –     | 16   |  |  |  |  |
| IOP/PUCP                       | 13–15 ago 2010    | 495     | 12              | 34             | 10           | 6                | –             | 2             | 17         | 7    | 8     | 17   |  |  |  |  |
| Ipsos Apoyo/El Comercio        | 11–12 ago 2010    | 500     | 9               | 32             | 9            | 3                | –             | –             | 24         | 6    | 11    | 8    |  |  |  |  |
| Datum Internacional            | 7–9 ago 2010      | 567     | 8               | 39             | 9            | 4                | –             | –             | 18         | –    | –     | 21   |  |  |  |  |
| IMA                            | 6–9 ago 2010      | 538     | 9.7             | 36.4           | 5.2          | 1.9              | –             | –             | 19.0       | 15.7 | 7.1   | 17.4 |  |  |  |  |
| CPI/RPP                        | 5–9 ago 2010      | 500     | 8.1             | 33.1           | 4.9          | 3.8              | –             | –             | 21.1       | 5.2  | 21.3  | 12.0 |  |  |  |  |
| Datum Internacional            | 30 jul–2 ago 2010 | 401     | 5               | 42             | 7            | 4                | –             | –             | 19         | –    | –     | 23   |  |  |  |  |
| IDICE                          | Ago 2010          | ?       | 19.1            | 34.6           | 12.6         | 9.0              | –             | –             | –          | –    | –     | 15.5 |  |  |  |  |
| IMA                            | 16–19 jul 2010    | 538     | 4.3             | 38.6           | 6.3          | 2.8              | –             | –             | 25.6       | 10.8 | 8.0   | 13.0 |  |  |  |  |
| Ipsos Apoyo/El Comercio        | 13–16 jul 2010    | 485     | 4               | 36             | 6            | 5                | –             | –             | 23         | 8    | 14    | 13   |  |  |  |  |
| CPI/RPP                        | 9–13 jul 2010     | ?       | 3.8             | 35.1           | 3.4          | 3.6              | –             | –             | 22.1       | 7.8  | 18.1  | 13.0 |  |  |  |  |
| IOP/PUCP                       | 9–11 jul 2010     | 500     | 4               | 37             | 6            | 4                | –             | –             | 22         | 9    | 15    | 15   |  |  |  |  |
| IMA                            | 16–26 jun 2010    | ?       | 2.8             | 39.4           | 6.0          | 2.5              | –             | –             | 26.6       | 10.5 | 9.1   | 12.8 |  |  |  |  |
| Ipsos Apoyo/El Comercio        | 16–18 jun 2010    | 500     | 2               | 35             | 6            | 5                | –             | –             | 24         | 11   | 10    | 11   |  |  |  |  |
| IOP/PUCP                       | 10–14 jun 2010    | 477     | 4               | 38             | 5            | 5                | –             | –             | 23         | 8    | 10    | 15   |  |  |  |  |
| CPI/Correo                     | 7–12 jun 2010     | 500     | 5.5             | 35.8           | 6.5          | 2.9              | –             | –             | 24.8       | 5.3  | 15.2  | 11.0 |  |  |  |  |
| IDICE                          | Jun 2010          | ?       | 5.3             | 34.8           | 6.2          | 7.1              | –             | –             | 30.2       | –    | –     | 4.6  |  |  |  |  |
| IMA                            | 26–28 may 2010    | ?       | 4.8             | 33.0           | 5.4          | 2.0              | –             | –             | 27.0       | –    | –     | 6.0  |  |  |  |  |
| CPI/RPP                        | 22–24 may 2010    | ?       | 2.7             | 32.2           | 4.1          | 3.0              | –             | –             | 25.7       | 10.3 | 16.7  | 6.5  |  |  |  |  |
| Ipsos Apoyo/El Comercio        | 12–14 may 2010    | 500     | 4               | 33             | 6            | 3                | –             | –             | 29         | 7    | 11    | 4    |  |  |  |  |
| CPI/Correo                     | 4–7 may 2010      | 500     | 3.0             | 34.0           | 2.2          | 3.6              | –             | –             | 31.5       | –    | –     | 2.5  |  |  |  |  |
| IOP/PUCP                       | 29 abr–2 may 2010 | 488     | 2               | 28             | –            | 2                | –             | –             | 28         | 6    | 25    | —    |  |  |  |  |
| IDICE                          | 15 abr 2010       | 520     | 6               | 33             | –            | 10               | –             | 4             | 34         | –    | –     | 1    |  |  |  |  |
| Ipsos Apoyo/El Comercio        | 13–14 abr 2010    | 500     | 4               | 30             | –            | 3                | –             | 3             | 28         | 11   | 15    | 2    |  |  |  |  |
| CPI/Correo                     | 12 abr 2010       | ?       | 3.5             | 31.5           | –            | 3.8              | –             | –             | 30.4       | –    | –     | 1.1  |  |  |  |  |
| IOP/PUCP                       | 25–27 mar 2010    | 524     | 6               | 41             | –            | 6                | –             | 1             | 28         | 8    | 6     | 13   |  |  |  |  |
| GOP/Universidad de Lima        | 20–21 mar 2010    | 530     | 4.6             | 32.9           | –            | 5.4              | –             | –             | 27.6       | –    | –     | 5.3  |  |  |  |  |
| Ipsos Apoyo/El Comercio        | 9–10 mar 2010     | 500     | 3               | 31             | –            | 4                | –             | –             | 30         | 12   | 12    | 1    |  |  |  |  |
| IOP/PUCP                       | 4–6 mar 2010      | 524     | 4               | 34             | –            | 6                | –             | –             | 24         | 6    | 10    | 10   |  |  |  |  |
| Ipsos Apoyo/El Comercio        | 9–10 feb 2010     | 500     | 3               | 23             | –            | 6                | –             | –             | 27         | 6    | 23    | 4    |  |  |  |  |
| Ipsos Apoyo/El Comercio        | 13–15 ene 2010    | 500     | 4               | –              | –            | 8                | –             | –             | 29         | 10   | 25    | 11   |  |  |  |  |
| Ipsos Apoyo/El Comercio        | 9–11 dic 2009     | 500     | 4               | –              | –            | 5                | –             | –             | 28         | 9    | 27    | 24   |  |  |  |  |
| Ipsos Apoyo/El Comercio        | 11–13 nov 2009    | 500     | 4               | –              | –            | 4                | –             | –             | 31         | 14   | 20    | 27   |  |  |  |  |
| Ipsos Apoyo/El Comercio        | 13–15 oct 2009    | 500     | 4               | –              | –            | –                | –             | –             | 30         | 15   | 20    | 26   |  |  |  |  |

## Resultados

### Sumario general

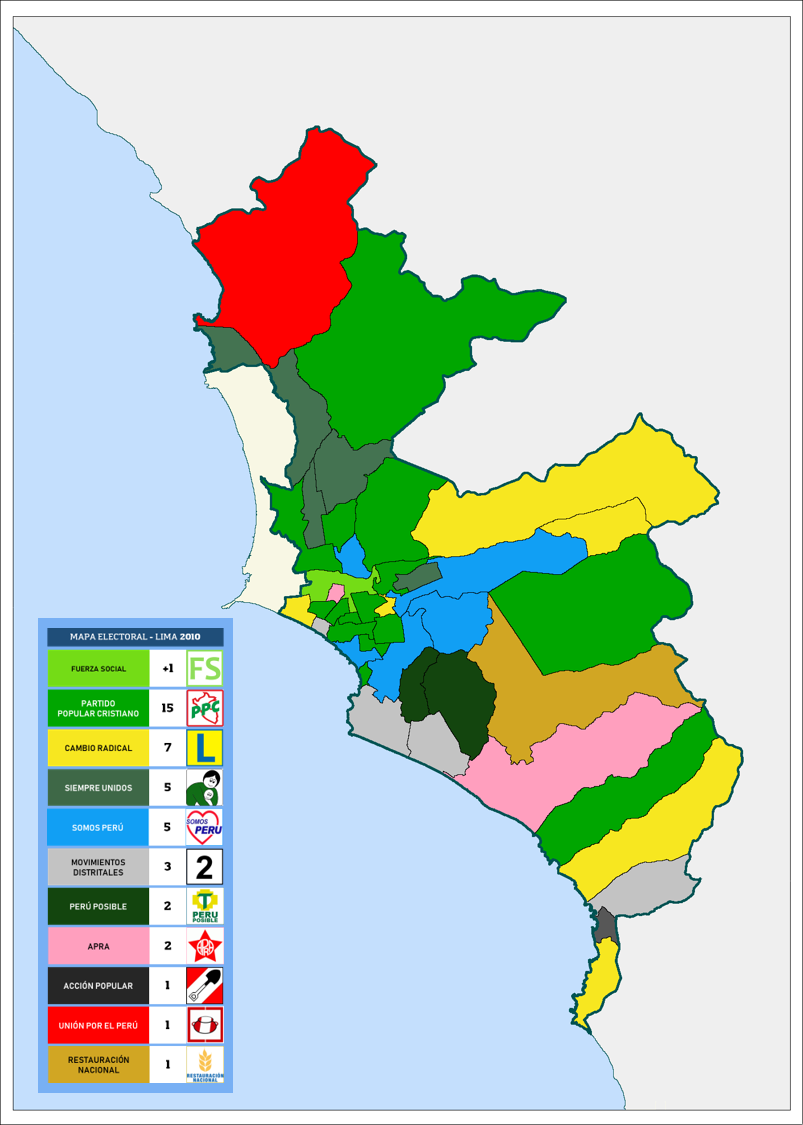
Elecciones municipales distritales de Lima de 2010.

|                        |                                                   |              |              |              |           |           |
| Partidos y coaliciones | Partidos y coaliciones                            | Voto popular | Voto popular | Voto popular | Regidores | Regidores |
| Partidos y coaliciones | Partidos y coaliciones                            | Votos        | %            | +/−          | Total     | +/−       |
|                        | Fuerza Social (FS)                                | 1,743,712    | 38.39        | Nuevo        | 21        | +21       |
|                        | Partido Popular Cristiano - Unidad Nacional (PPC) | 1,705,690    | 37.55        | n/a          | 13        | –8        |
|                        | Restauración Nacional (RN)                        | 391,126      | 8.61         | –6.22        | 2         | –4        |
|                        | Somos Perú (SP)                                   | 192,693      | 4.24         | –4.22        | 1         | –2        |
|                        | Cambio Radical (CR)                               | 170,378      | 3.75         | Nuevo        | 1         | +1        |
|                        | Siempre Unidos (SU)                               | 153,905      | 3.38         | Nuevo        | 1         | +1        |
|                        | Acción Popular (AP)                               | 91,828       | 2.02         | +0.61        | 0         | ±0        |
|                        | Alianza para el Progreso (APP)                    | 48,432       | 1.06         | Nuevo        | 0         | ±0        |
|                        | Fonavistas del Perú (FDP)                         | 44,038       | 0.97         | Nuevo        | 0         | ±0        |
|                        |                                                   |              |              |              |           |           |
| Total                  | Total                                             | 4,541,802    |              |              | 39        | ±0        |
|                        |                                                   |              |              |              |           |           |
| Votos válidos          | Votos válidos                                     | 4,541,802    | 89.04        | +0.13        |           |           |
| Votos en blanco        | Votos en blanco                                   | 198,017      | 3.88         | –0.44        |           |           |
| Votos nulos            | Votos nulos                                       | 361,015      | 7.08         | +0.30        |           |           |
| Votos emitidos         | Votos emitidos                                    | 5,100,834    | 86.42        | –1.60        |           |           |
| Abstenciones           | Abstenciones                                      | 801,341      | 13.58        | +1.60        |           |           |
| Votantes registrados   | Votantes registrados                              | 5,902,175    |              |              |           |           |
|                        |                                                   |              |              |              |           |           |
| Fuente:                |                                                   |              |              |              |           |           |

### Concejo Metropolitano de Lima
| Cargo                           | Autoridad electa              | Partido político | Partido político          |
| ------------------------------- | ----------------------------- | ---------------- | ------------------------- |
| Alcaldesa Metropolitana de Lima | Susana Villarán de la Puente  |                  | Fuerza Social             |
| Regidor Metropolitano de Lima   | Eduardo Zegarra Méndez        |                  | Fuerza Social             |
| Regidora Metropolitana de Lima  | Marisa Glave Remy             |                  | Fuerza Social             |
| Regidor Metropolitano de Lima   | Rafael García Melgar          |                  | Fuerza Social             |
| Regidor Metropolitano de Lima   | Víctor Ramírez Cifuentes      |                  | Fuerza Social             |
| Regidora Metropolitana de Lima  | Zoila Reátegui Barquero       |                  | Fuerza Social             |
| Regidor Metropolitano de Lima   | Luis Valer Coronado           |                  | Fuerza Social             |
| Regidor Metropolitano de Lima   | Marco Zevallos Bueno          |                  | Fuerza Social             |
| Regidor Metropolitano de Lima   | Marcial Velásquez Ramos       |                  | Fuerza Social             |
| Regidora Metropolitana de Lima  | Victoria de Sotomayor Cotrado |                  | Fuerza Social             |
| Regidora Metropolitana de Lima  | Luisa Martínez Cornejo        |                  | Fuerza Social             |
| Regidora Metropolitana de Lima  | Dora Hernando Sánchez         |                  | Fuerza Social             |
| Regidora Metropolitana de Lima  | Inés Rodríguez Velásquez      |                  | Fuerza Social             |
| Regidor Metropolitano de Lima   | José Esteves Robles           |                  | Fuerza Social             |
| Regidora Metropolitana de Lima  | Mónica Erazo Trujillo         |                  | Fuerza Social             |
| Regidor Metropolitano de Lima   | Manuel Cárdenas Muñoz         |                  | Fuerza Social             |
| Regidor Metropolitano de Lima   | Cayo Tito Quillas             |                  | Fuerza Social             |
| Regidora Metropolitana de Lima  | Olga Morán Araujo             |                  | Fuerza Social             |
| Regidor Metropolitano de Lima   | Ronald Gonzáles Pineda        |                  | Fuerza Social             |
| Regidora Metropolitana de Lima  | Libertad Rojas Bruckmann      |                  | Fuerza Social             |
| Regidor Metropolitano de Lima   | Pedro López-Torres Tubbs      |                  | Fuerza Social             |
| Regidor Metropolitano de Lima   | Hernán Núñez Gonzáles         |                  | Fuerza Social             |
| Regidor Metropolitano de Lima   | Walter Guillén Castillo       |                  | Partido Popular Cristiano |
| Regidor Metropolitano de Lima   | Edgardo de Pomar Vizcarra     |                  | Partido Popular Cristiano |
| Regidora Metropolitana de Lima  | Mónica Saravia Soriano        |                  | Partido Popular Cristiano |
| Regidor Metropolitano de Lima   | Jorge Villena Larrea          |                  | Partido Popular Cristiano |
| Regidor Metropolitano de Lima   | Pablo Secada Elguera          |                  | Partido Popular Cristiano |
| Regidora Metropolitana de Lima  | Teresa Cánova Sarango         |                  | Partido Popular Cristiano |
| Regidor Metropolitano de Lima   | Alberto Valenzuela Soto       |                  | Partido Popular Cristiano |
| Regidor Metropolitano de Lima   | Óscar Ibáñez Yagui            |                  | Partido Popular Cristiano |
| Regidor Metropolitano de Lima   | Luis Calvimontes Barrón       |                  | Partido Popular Cristiano |
| Regidor Metropolitano de Lima   | José Danos Ordóñez            |                  | Partido Popular Cristiano |
| Regidor Metropolitano de Lima   | Luis Castañeda Pardo          |                  | Partido Popular Cristiano |
| Regidora Metropolitana de Lima  | Pilar Freitas Alvarado        |                  | Partido Popular Cristiano |
| Regidor Metropolitano de Lima   | Jaime Salinas López-Torres    |                  | Partido Popular Cristiano |
| Regidor Metropolitano de Lima   | Rubén Gavino Sánchez          |                  | Restauración Nacional     |
| Regidor Metropolitano de Lima   | Iván Becerra Hurtado          |                  | Restauración Nacional     |
| Regidor Metropolitano de Lima   | Germán Aparicio Lembcke       |                  | Somos Perú                |
| Regidor Metropolitano de Lima   | Fernán Altuve-Febres Lores    |                  | Cambio Radical            |
| Regidor Metropolitano de Lima   | Felipe Castillo Oliva         |                  | Siempre Unidos            |

## Elecciones municipales distritales

### Sumario general
| Partidos y coaliciones | Partidos y coaliciones                         | Voto popular | Voto popular | Voto popular | Alcaldías | Alcaldías |
| Partidos y coaliciones | Partidos y coaliciones                         | Votos        | %            | +/−          | Total     | +/−       |
| --- | ---------------------------------------------- | ------------ | ------------ | ------------ | --------- | --------- |
| | Partido Popular Cristiano (PPC)                | 971,511      | 22.97        | n/a          | 15        | –12       |
| | Cambio Radical (CR)                            | 571,631      | 13.52        | Nuevo        | 7         | +7        |
| | Fuerza Social (FS)                             | 467,392      | 11.05        | Nuevo        | 0         | ±0        |
| | Somos Perú (SP)                                | 439,729      | 10.40        | –5.39        | 5         | +3        |
| | Siempre Unidos (SU)                            | 413,530      | 9.78         | +3.60        | 5         | +3        |
| | Perú Posible (PP)                              | 302,035      | 7.14         | +6.14        | 2         | +1        |
| | Restauración Nacional (RN)                     | 242,874      | 5.74         | –3.42        | 1         | –1        |
| | Partido Aprista Peruano (APRA)                 | 152,196      | 3.60         | –8.40        | 2         | –1        |
| | Alianza para el Progreso (APP)                 | 120,231      | 2.84         | +2.20        | 0         | ±0        |
| | Acción Popular (AP)                            | 78,775       | 1.86         | +0.52        | 1         | +1        |
| | Fonavistas del Perú (FDP)                      | 52,354       | 1.24         | Nuevo        | 0         | ±0        |
| | Partido Humanista Peruano (PHP)1               | 48,141       | 1.14         | Nuevo        | 0         | ±0        |
| | Unión por el Perú (UPP)                        | 36,048       | 0.85         | –3.12        | 1         | +1        |
| | Cambio 90 (C90)                                | 33,561       | 0.79         | n/a          | 0         | ±0        |
| | Todos por el Perú (TPP)2                       | 14,645       | 0.35         | +0.27        | 0         | ±0        |
| | Despertar Nacional (DN)                        | 7,892        | 0.19         | Nuevo        | 0         | ±0        |
| | Agrupación Independiente Sí Cumple (Sí Cumple) | 5,632        | 0.13         | –5.28        | 0         | ±0        |
| | Participación Popular (PAPO)                   | 4,165        | 0.10         | Nuevo        | 0         | ±0        |
| | Fuerza Nacional (FN)                           | 1,635        | 0.04         | –0.07        | 0         | ±0        |
| | Adelante (Adelante)                            | 1,268        | 0.03         | Nuevo        | 0         | ±0        |
| | Movimiento Nueva Izquierda (MNI)               | 1,161        | 0.03         | n/a          | 0         | ±0        |
| | Listas independientes distritales              | 262,773      | 6.21         | n/a          | 3         | +1        |
| |                                                |              |              |              |           |           |
| Total | Total                                          | 4,229,179    |              |              | 42        | ±0        |
| |                                                |              |              |              |           |           |
| Votos válidos | Votos válidos                                  | 4,229,179    | 87.13        | –0.80        |           |           |
| Votos en blanco | Votos en blanco                                | 232,920      | 4.80         | +0.02        |           |           |
| Votos nulos | Votos nulos                                    | 391,696      | 8.07         | +0.79        |           |           |
| Votos emitidos | Votos emitidos                                 | 4,853,795    | 86.54        | –1.62        |           |           |
| Abstenciones | Abstenciones                                   | 755,005      | 13.46        | +1.62        |           |           |
| Votantes registrados | Votantes registrados                           | 5,608,800    |              |              |           |           |
| |                                                |              |              |              |           |           |
| Fuente: |                                                |              |              |              |           |           |
| Notas al pie: 1 Comparado con los resultados de Movimiento Humanista Peruano (MHP) en las elecciones de 2006. 2 Comparado con los resultados de Coordinadora Nacional de Independientes (CNI) en las elecciones de 2006. |                                                |              |              |              |           |           |
| Notas al pie: |                                                |              |              |              |           |           |
| 1 Comparado con los resultados de Movimiento Humanista Peruano (MHP) en las elecciones de 2006. 2 Comparado con los resultados de Coordinadora Nacional de Independientes (CNI) en las elecciones de 2006.               |                                                |              |              |              |           |           |

### Resultados por distrito
La siguiente tabla enumera el control de los distritos de la provincia de Lima. El cambio de mando de una organización política se resalta del color de ese partido.
| Distritos               | Alcalde(sa) titular               | Partido político | Partido político             | Alcalde(sa) electo(a)             | Partido político | Partido político              |
| ----------------------- | --------------------------------- | ---------------- | ---------------------------- | --------------------------------- | ---------------- | ----------------------------- |
| Ancón                   | John Barrera Bernui               |                  | Unión por el Perú            | John Barrera Bernui               |                  | Unión por el Perú             |
| Ate                     | Juan Enrique Dupuy García         |                  | Unidad Nacional              | Óscar Benavides Majino            |                  | Somos Perú                    |
| Barranco                | Antonio Mezarina Tong             |                  | Restauración Nacional        | Jessica Vargas Gómez              |                  | Partido Popular Cristiano     |
| Breña                   | José Gordillo Abad                |                  | Partido Aprista Peruano      | José Gordillo Abad                |                  | Partido Aprista Peruano       |
| Carabayllo              | Miguel Ríos Zarzosa               |                  | Unidad Nacional              | Rafael Álvarez Espinoza           |                  | Partido Popular Cristiano     |
| Chaclacayo              | Alfredo Valcárcel Cahen           |                  | Fuerza Vecinal de Chaclacayo | Alfredo Valcárcel Cahen           |                  | Cambio Radical                |
| Chorrillos              | Augusto Miyashiro Yamashiro       |                  | Somos Perú                   | Augusto Miyashiro Yamashiro       |                  | Más Obras y Desarrollo Social |
| Cieneguilla             | Manuel Schwartz Rozenberg         |                  | Unidad Nacional              | Emilio Chávez Huaringa            |                  | Partido Popular Cristiano     |
| Comas                   | Miguel Saldaña Reátegui           |                  | Unidad Nacional              | Nicolás Kusunoki Fuero            |                  | Siempre Unidos                |
| El Agustino             | Víctor Salcedo Ríos               |                  | Unidad Nacional              | Víctor Salcedo Ríos               |                  | Partido Popular Cristiano     |
| Independencia           | Lovell Yomond Vargas              |                  | Unidad Nacional              | Evans Sifuentes Ocaña             |                  | Partido Popular Cristiano     |
| Jesús María             | Enrique Ocrospoma Pella           |                  | Unidad Nacional              | Enrique Ocrospoma Pella           |                  | Partido Popular Cristiano     |
| La Molina               | Luis Dibós Vargas-Prada           |                  | Unidad Nacional              | Juan Carlos Zurek Pardo-Figueroa  |                  | Somos Perú                    |
| La Victoria             | Alberto Sánchez-Aizcorbe Carranza |                  | Unidad Nacional              | Alberto Sánchez-Aizcorbe Carranza |                  | Partido Popular Cristiano     |
| Lince                   | Fortunato Príncipe Laines         |                  | Unidad Nacional              | Fortunato Príncipe Laines         |                  | Partido Popular Cristiano     |
| Los Olivos              | Felipe Castillo Alfaro            |                  | Siempre Unidos               | Felipe Castillo Alfaro            |                  | Siempre Unidos                |
| Lurigancho              | Luis Bueno Quino                  |                  | Unidad Nacional              | Luis Bueno Quino                  |                  | Cambio Radical                |
| Lurín                   | Jorge Marticorena Cuba            |                  | Partido Aprista Peruano      | Jorge Marticorena Cuba            |                  | Partido Aprista Peruano       |
| Magdalena del Mar       | Rosa Quartara Carrión de Ruas     |                  | Unidad Nacional              | Francis Allison Oyague            |                  | Magdalena Avanza              |
| Miraflores              | Manuel Masías Oyanguren           |                  | Unidad Nacional              | Jorge Muñoz Wells                 |                  | Somos Perú                    |
| Pachacámac              | Hugo Ramos Lescano                |                  | Unidad Nacional              | Hugo Ramos Lescano                |                  | Restauración Nacional         |
| Pucusana                | Juan Cuya Espinoza                |                  | Unidad Nacional              | Pedro Florián Huari               |                  | Cambio Radical                |
| Pueblo Libre            | Rafael Santos Normand             |                  | Unidad Nacional              | Rafael Santos Normand             |                  | Partido Popular Cristiano     |
| Puente Piedra           | Rennán Espinoza Rosales           |                  | Perú Posible                 | Esteban Monzón Fernández          |                  | Siempre Unidos                |
| Punta Hermosa           | Guillermo Fernández Otero         |                  | Unidad Nacional              | Guillermo Fernández Otero         |                  | Partido Popular Cristiano     |
| Punta Negra             | Carlos Lazo Rojas                 |                  | Confianza Perú               | Carlos Lazo Rojas                 |                  | Cambio Radical                |
| Rímac                   | Víctor Leyton Díaz                |                  | Unidad Nacional              | Enrique Peramás Díaz              |                  | Somos Perú                    |
| San Bartolo             | Jorge Barthelmess Camino          |                  | Unidad Nacional              | Jorge Barthelmess Camino          |                  | San Bartolo Solidario         |
| San Borja               | Alberto Tejada Noriega            |                  | Democracia con Valores       | Marco Álvarez Vargas              |                  | Partido Popular Cristiano     |
| San Isidro              | Antonio Meier Cresci              |                  | Renovación Nacional          | Raúl Cantella Salaverry           |                  | Partido Popular Cristiano     |
| San Juan de Lurigancho  | Carlos Burgos Horna               |                  | Unidad Nacional              | Carlos Burgos Horna               |                  | Partido Popular Cristiano     |
| San Juan de Miraflores  | Edilberto Quispe Rodríguez        |                  | Unidad Nacional              | Adolfo Ocampo Vargas              |                  | Cambio Radical                |
| San Luis                | Fernando Durand Mejía             |                  | Unidad Nacional              | Ricardo Castro Sierra             |                  | Cambio Radical                |
| San Martín de Porres    | Freddy Ternero Corrales           |                  | Somos Perú                   | Freddy Ternero Corrales           |                  | Partido Popular Cristiano     |
| San Miguel              | Salvador Heresi Chicoma           |                  | Unidad Nacional              | Salvador Heresi Chicoma           |                  | Cambio Radical                |
| Santa Anita             | Leonor Chumbimune Cajahuaringa    |                  | Siempre Unidos               | Leonor Chumbimune Cajahuaringa    |                  | Siempre Unidos                |
| Santa María del Mar     | Ángel Abugattás Nazal             |                  | Partido Aprista Peruano      | Viviana Roda Scheuch de Arias     |                  | Acción Popular                |
| Santa Rosa              | Pablo Chegni Melgarejo            |                  | Santa Rosa Unida             | Pablo Chegni Melgarejo            |                  | Siempre Unidos                |
| Santiago de Surco       | Juan del Mar Estremadoyro         |                  | Unidad Nacional              | Roberto Gómez Baca                |                  | Somos Perú                    |
| Surquillo               | Gustavo Sierra Ortiz              |                  | Unidad Nacional              | José Huamaní Gonzales             |                  | Partido Popular Cristiano     |
| Villa El Salvador       | Jaime Zea Usca                    |                  | Restauración Nacional        | Santiago Mozo Quispe              |                  | Perú Posible                  |
| Villa María del Triunfo | Juan Castillo Ángeles             |                  | Unidad Nacional              | Silvia Barrera Vásquez            |                  | Perú Posible                  |